# Formosia engeli
Formosia engeli är en tvåvingeart som först beskrevs av Günther Enderlein 1936.  Formosia engeli ingår i släktet Formosia och familjen parasitflugor. Inga underarter finns listade i Catalogue of Life.